# Фико, Роберто
Роберто Фико (итал. Roberto Fico; род. 10 октября 1974, Неаполь) — итальянский политик, член Движения пяти звёзд, председатель Палаты депутатов (2018—2022).

## Биография

### Образование и профессиональная карьера
Окончил классический лицей имени Умберто I, получил диплом с отличием Триестского университета по специальности «наука коммуникаци». Впоследствии получил научную степень мастера в области управления знаниями в технических университетах Палермо, Неаполя и Милана. Работал в туристической компании Kuoni Gastaldi Tour s.p.a. со штаб-квартирой в Генуе — занимался проектированием корпоративной внутренней сети. Кроме того, отвечал за общественные связи и руководил пресс-службой в другой компании — Fedro s.r.l. в Риме, являлся в течение двух лет одним из редакторов издательства Gruppo Esselibri − Edizioni Simone. В 2009 году создал собственный бизнес в области туризма и торговли.

### Общественная и политическая деятельность
В 2005 году открыл в Неаполе митап «Друзья Беппе Грилло» (Amici di Beppe Grillo) — один из первых десяти сайтов такого типа в Италии. В 2008 году получил политическую известность, организовав акцию протеста перед зданием коммунального совета во время закрытого заседания с участием мэра Розы Руссо-Иерволино по поводу свалки в неаполитанском районе Киаяно. В 2011 году участвовал в выборах мэра Неаполя в качестве кандидата Движения пяти звёзд (получил 1,5 % голосов). Сторонник легализации однополых браков в Италии, выступает против Беппе Грилло в вопросе отношения к иммигрантам — по мнению Фико, дети нелегальных иммигрантов, родившиеся в Италии, должны получать гражданство. В 2013 году избран по списку Движения в Палату депутатов Италии, 6 июня 2013 года возглавил парламентскую комиссию по надзору за RAI.
Осенью 2016 года в прессе появились сведения о готовящейся к изданию в конце года книге Николы Бьондо (в прошлом в течение полутора лет отвечал за связи с общественностью фракции Движения пяти звёзд в Палате депутатов) и Марко Канестрари (в прошлом четыре года проработал в компании Джанроберто Казаледжо Casaleggio Associati) под названием «Supernova. Come è stato ucciso il Movimento cinque stelle» («Супернова. Как было убито Движение пяти звёзд»). Авторы утверждали, что наибольшим влиянием в организации пользуется на Беппе Грилло, а «триумвират» — заместитель председателя Палаты депутатов Луиджи Ди Майо, Алессандро Ди Баттиста и сын покойного Джанроберто Казаледжо — Давиде, унаследовавший компанию отца, которая продолжает осуществлять техническую поддержку сайта организации. Однако, 17 октября 2016 года в прессе появились сообщения том, что Фико возглавил группу из 70 депутатов от Движения, недовольных деятельностью Ди Майо, пренебрегающего, по их мнению, интересами Движения в целом ради собственной карьеры.

### В должности председателя Палаты депутатов Италии
24 марта 2018 года, на второй день работы парламента нового созыва, в результате соглашения Движения пяти звёзд с правоцентристами Лиги Севера и Вперёд, Италия избран председателем Палаты депутатов.
23 апреля 2018 года президент Маттарелла поручил Фико организовать межпартийные консультации на предмет формирования правительства Движения пяти звёзд в союзе с Демократической партией (в итоге договорённость не была достигнута, и 1 июня 2018 года было сформировано коалиционное первое правительство Конте, основанное на блоке Д5З и Лиги Севера).
5 апреля 2019 года в ходе первого за 12 лет официального визита в Россию спикера итальянского парламента выступил на пленарном заседании Государственной думы, высказавшись за расширение сотрудничества Италии с Россией и заявив, что итальянские депутаты выступают за восстановление в правах российской делегации в ПАСЕ.
29 января 2021 года по завершении политических консультаций в связи с отставкой второго кабинета Конте президент Маттарелла поручил Фико ко 2 февраля изучить возможность формирования новой правительственной коалиции при существующем составе парламента.